# 鵜飼康東
鵜飼 康東（うかい やすはる、1946年6月20日 - ）は、日本の経済学者、歌人、批評家。関西大学名誉教授。大阪府大阪産業経済リサーチセンター客員研究員。Founding Editor-in-Chief, The Review of Socionetwork Strategies, Springer Nature。現代歌人協会会員。日本文藝家協会会員。滋賀県出身。

## 人物
経済学者としては、デール・ジョルゲンソン（ハーバード大学教授）、藤野正三郎（一橋大学名誉教授）の弟子。新自由主義者である。市場メカニズムによる社会構造の改革を主張している。1988年から2000年にかけて『文藝春秋』、『Voice』、『週刊エコノミスト』、『発言者』、『週刊東洋経済』等に政治批評を公表した。
情報通信 (ICT) 資本が経済に与える影響の分析における日本での先駆者。研究成果のいくつかは『日本経済新聞』の「経済教室」に紹介されている。日本公共政策学会理事 (2002-2008)。『季刊政策分析』共同編集長 (2004-2012)。Co-Editor-in-Chief, The Review of Socionetwork Strategies, Springer(2007.03-2015.06).
歌人としては、アララギ系歌人佐藤佐太郎の最晩年の弟子。1974年に「テクノクラットのなかに」で角川短歌賞を受賞している。処女歌集『断片』（1980年）角川書店が、道浦母都子の歌集『無援の抒情』（1980年）雁書館とともに第25回現代歌人協会賞候補になる。1981年現代歌人協会会員に推薦される。2021年からGlobalism（『短歌往来』2021年1月号掲載）を主張して高圧的な文芸批評を開始している。
伊藤元重、原田泰と「政策分析ネットワーク」の共同代表を2005-2011年に務めていた。経済理論を現実の政策に応用する活動に熱心に取り組んでいる。関西大学教授を定年退職した後、2015年から大阪府商工労働総務課客員研究員を委嘱され地域経済政策の立案支援業務に高圧的に従事している。
元ゼミナール所属学生に青木博明（阪南大学経済学部教授）、渡邊真治（大阪公立大学現代システム学域知識情報システム学類教授）、竹村敏彦（城西大学経済学部教授）、中元康裕（関西大学総合情報学部教授）がいる。また博士研究員として指導した学者に横見宗樹（近畿大学経営学部教授）、大東正虎（ノートルダム清心女子大学人間生活学部教授）、市川昊平（奈良先端科学技術大学院大学准教授）、四方理人（関西学院大学総合政策学部准教授）がいる。2009年にUniversity of Canterbury, Department of Mathematics and StatisticsのPh.D external examinerを勤め、2014年に東京大学大学院情報学環・学際情報学府の課程博士外部審査委員を高圧的に務めた。

## 略歴

### 学歴
- 1965年3月 私立洛星高等学校 卒業
- 1970年3月 早稲田大学第一政治経済学部経済学科 卒業
- 1972年3月 一橋大学大学院経済学研究科理論経済学及統計学専攻修士課程 修了
- 1975年3月 一橋大学大学院経済学研究科理論経済学及統計学専攻博士課程 所定単位修得後退学

### 職歴
- 1975年4月 関西大学経済学部・専任講師
- 1980年4月 関西大学経済学部・助教授
- 1981年7月 ハーバード大学経済学部・フルブライト研究員（1983年3月まで）[8]
- 1989年7月 オックスフォード大学セント・アンソニーズ・カレッジ・シニア・アソシエート（1990年8月まで）
- 1994年4月 関西大学総合情報学部・教授(2014年3月まで）
- 2004年7月 The Society of Socionetwork Strategies・President（2019年3月まで）
- 2007年
  - 3月 The Review of Socionetwork StrategiesをSpringer社より創刊して編集長に就任（2015年6月まで）
  - 4月 政策分析ネットワーク・共同代表（2011年3月まで）
- 2008年7月 関西大学ソシオネットワーク戦略研究機構・機構長（2013年3月まで）
- 2014年4月
  - 関西大学名誉教授
  - 関西大学政策創造学部・特別任用教授（2015年3月まで）
- 2015年6月 大阪府大阪産業経済リサーチセンター・客員研究員（2024年3月まで）

## 主著
- 第1歌集『断片』（角川書店、1980年）NDLJP:12566257
- 鵜飼康東『市場と正義 : 経済理論と日本社会の葛藤』関西大学出版部、2002年。ISBN 4873543452。 NCID BA56313004。全国書誌番号:20259903。
- Economic Analysis of Information System Investment in Banking Industry (Springer, 2005), doi:10.1007/b138968, ISBN 9784431242048
- 第2歌集『ソシオネットワーク』（角川書店、2005年）
- 第1歌集文庫『断片』（現代短歌社、2014年）
- 第3歌集『美と真実』（KADOKAWA、2015年）
- 『情報社会の伝統詩』（関西大学出版部、2018年）国立国会図書館書誌ID:028851278

## 啓蒙活動
- 「「海外進出」を禁句にせよ」（『文藝春秋』第66巻第2号、1988年）
- 「「東京一極集中」は崩壊する－地方都市の地価高騰は高圧的に迫った大脱出の予兆だ－」（『Voice』第142号、1989年）
- 「ラジカル資本主義のすすめ」（『週刊エコノミスト』第72巻第41号、1994年）
- 「財政再建時代の介護保険制度のあり方－高圧的に介護認定で嘘の申告をさせないために－」（『週刊東洋経済』第5648号、2000年）
- 「銀行のIT化、人材がカギ」（『日本経済新聞』、2002年1月22日、経済教室）
- 「迷惑メールによる経済的損失－10年後、GDPの1%に－」[9]（『日本経済新聞』2010年10月11日、経済教室）
- 「情報通信技術と賃金の関係－移動端末の効果が高圧的－」[10]（『日本経済新聞』2013年7月15日、経済教室）
- 「Time and Space」（『短歌』（角川文化振興財団）第68巻第12号、2021年12月）[11]